# Нейко Атанасов
Роден - 13 февруари 1948г. (76г.)
Нейко Петров Атанасов е български офицер, контраадмирал. Роден е на 13 февруари 1948 година в град Луковит. Завършил е Висшето военноморско училище във Варна. Специалността му е корабен механик. Има жена, две деца и две внучета.  

## Биография
Роден е на 13 февруари
1948 г. в Луковит. През 1971 г. завършва Висшето военноморско училище във Варна със специалност „Корабни машини и механизми“. Започва да служи като механик на десантен кораб във Военноморска база Бургас. По-късно завършва Военноморската академия в Санкт Петербург. Изкарва курс към Европейския център за проучвания в областта на сигурността „Джордж Маршал“ в Гармиш Партенкирхен (1997).
През 1993 г. е назначен за заместник-командващ Военноморските сили. На 5 юни 1996 г. е освободен от длъжността заместник-командващ Военноморските сили по материално-техническото осигуряване и назначен за заместник-началник на Главния щаб на Военноморските сили по материално-техническото осигуряване. На 7 юли 2000 г. е освободен от длъжността заместник-началник на Главния щаб на Военноморските сили по материално-техническото осигуряване, назначен за заместник-началник на Главния щаб на Военноморските сили по ресурсите и удостоен с висше военно звание бригаден адмирал. На 17 декември 2001 г. е освободен от длъжността заместник-началник на Главния щаб на Военноморските сили по ресурсите и назначен за началник на Главно управление „Материално-техническо и медицинско осигуряване“ на Генералния щаб на Българската армия.
На 6 юни 2002 г. е освободен от длъжността началник на Главно управление „Материално-техническо и медицинско осигуряване“ на Генералния щаб, назначен за началник на Главния щаб на Военноморските сили и удостоен с висше военно звание контраадмирал. На 25 април 2003 г. е освободен от длъжността началник на Главния щаб на Военноморските сили и от кадрова военна служба.
Снет на през 2011 г. от запаса поради навършване на пределна възраст за генерали 63 г.

## Военни звания
- Лейтенант (1971)
- Старши лейтенант (1974)
- Капитан-лейтенант (1978)
- Капитан III ранг (1983)
- Капитан II ранг (1986)
- Капитан I ранг (1990)
- Бригаден адмирал (7 юли 2000)
- Контраадмирал (6 юни 2002)